# ماورو مايدانا
ماورو مايدانا (بالإسبانية: Mauro Maidana)‏ هو لاعب كرة قدم أرجنتيني في مركز الدفاع، ولد في 12 يوليو 1990 في Esperanza, Santa Fe ‏ في الأرجنتين. لعب مع يونيون دي سانتا في.

## وصلات خارجية
- ماورو مايدانا على موقع قاعدة بيانات كرة القدم.إي يو (الإنجليزية)
- ماورو مايدانا على موقع Soccerway.com (الإنجليزية)